# Atom RPG
ATOM RPG — постапокаліптична рольова відеогра, дія якої відбувається в альтернативній реальності на території СРСР, у світі після ядерної війни. Гру розробила й опублікувала незалежна команда розробників — Atom Team. Вихід гри відбувся 19 грудня 2018 року на сервісах цифрової дистрибуції — Steam та GOG.com у версіях для операційних систем Microsoft Windows, macOS та Linux.
ATOM RPG — це інді-гра, створена на основі ігрового рушія Unity 5. Джерелом натхнення для неї був класичний Fallout. Естетика Fallout присутня в багатьох аспектах ATOM RPG — вона помітна у подібності як дизайну інтерфейсу, так і кольорової гами та механіки геймплею. Але гра має й інші джерела впливу: зокрема, соціокультурний сетинг є характеристичним для часів СРСР.
Загальна ідея гри виникла 2008 року, тоді й стартувала її розробка. 2017 року на краудфандинговій платформі Kickstarter гра успішно отримала фінансування в розмірі понад $30 000. Розробкою гри займалася міжнародна група розробників — Atom Team. Розробники, які брали участь у створенні гри, проживають у Латвії, Польщі, Росії й Україні.

## Сюжет
Дія гри відбувається в постапокаліптичній пострадянській пустці. 1986 року відбулася ядерна війна між СРСР і Західним блоком, у результаті якої вони зазнали взаємного знищення. З того часу минуло дев'ятнадцять років, і зараз — 2005 рік. Протагоністом є один із тих, кому вдалося пережити ядерний голокост — агент організації АТОМ. Оцей залишок колишньої напівлегальної воєнізованої наукової організації відсилає свого агента на пошуки спецзагону, який зник безвісти під час дослідження таємничого бункера № 317. Пустка є небезпечною й кишить усілякими розбійниками, мутантами, сталкерами та іншими людьми й істотами, що намагаються вижити в несприятливих умовах постапокаліптичного світу. Ходять чутки про таємну змову, метою якої є знищення всього живого, що ще лишилося на Землі.

## Сприйняття
| Агрегатор  | Оцінка                |
| ---------- | --------------------- |
| Metacritic | PC: 70/100 NS: 65/100 |

Гра отримала змішане сприйняття. Зокрема, її середня оцінка на основі критичних оглядів на агрегаторі Metacritic становить 70/100. Тим не менш, середня оцінка гри від гравців була значно вищою: 8.6 бала для версії на ПК і 8.9 для версії на Switch.

## Розширення
ATOM RPG: Trudograd — цілком окреме розширення гри, або гра-сиквел від тієї ж команди розробників. Її сюжет продовжує історію ATOM RPG, а події відбуваються через два роки після подій в основній грі, але цього разу ігровий простір обмежений до єдиного міста — Трудограда. Це розширення вийшло в ранній доступ на платформі Steam у березні 2020 року.